# Marit Tusvik
Marit Tusvik sinh ngày 13 tháng 3 năm 1951 tại Høyanger là một nhà văn, thi sĩ và nhà soạn kịch người Na Uy. Các tác phẩm của Tusvik đã được dịch sang nhiều ngôn ngữ.

## Tác phẩm
- Reisa til mandarinlandet – thơ (1979)
- Mellom sol og måne – thơ (1984)
- I byen under byen – thơ (1985)
- Jorunn og Janfrid – truyện thiếu nhi (1986)
- Hestehov – thơ (1987)
- Katrine – sách nhỏ (1987)
- Kua som fraus – truyện thiếu nhi (1988)
- Bruno Andante og wobbegongen – truyện thiếu nhi (1989)
- Hareungen som blei åleine – truyện thiếu nhi (1990)
- Mugg – kịch (1990)
- Petter Larsens dag- og nattbok – truyện thiếu nhi (1991)
- Ishuset – tiểu thuyết (1991)[2]
- Etter William – kịch (1993)
- Alle vakre jenters hambo – kịch (1994)[3]
- Kvalross i bikini – truyện thiếu nhi (1994)
- Bell – tiểu thuyết (1995)
- Hører du månen – kịch phim (1996)
- Gjennomtrekk – thơ (1997)
- Barnas teaterbok – sách thiếu nhi (1997) (viết chung với Jan E. Hansen & Mari Maurstad)
- Tsaren – kịch (1998)
- Nord – tiểu thuyết (1999)
- Stille og fint – tiểu thuyết (2002)
- Proppen – truyện thiếu nhi (2002, tác giả tự minh họa)
- Den forunderlige historia om Valdemar Blå og reisa gjennom havet – truyện thiếu nhi (2003, tác giả tự minh họa)
- Angerhøy – kịch (2005)
- Sigrid Finne– tiểu thuyết (2007)
- Samlede dikt– thơ (2008)

## Giải thưởng
- Sokneprest Alfred Andersson-Ryssts fund 1986
- Giải Ibsen 1991
- Giải văn học Nynorsk 1991
- Mads Wiel Nygaards Endowment 1991
- Narvesens kulturpris 1995
- Giải Amalie Skram 1999
- Giải Dobloug 2004